# NSUN3
NSUN3 (англ. NOP2/Sun RNA methyltransferase family member 3) – білок, який кодується однойменним геном, розташованим у людей на 3-й хромосомі. Довжина поліпептидного ланцюга білка становить 340 амінокислот, а молекулярна маса — 38 244.
| 10         |  | 20         |  | 30         |  | 40         |  | 50         |
| ---------- |  | ---------- |  | ---------- |  | ---------- |  | ---------- |
| MLTQLKAKSE |  | GKLAKQICKV |  | VLDHFEKQYS |  | KELGDAWNTV |  | REILTSPSCW |
| QYAVLLNRFN |  | YPFELEKDLH |  | LKGYHTLSQG |  | SLPNYPKSVK |  | CYLSRTPGRI |
| PSERHQIGNL |  | KKYYLLNAAS |  | LLPVLALELR |  | DGEKVLDLCA |  | APGGKSIALL |
| QCACPGYLHC |  | NEYDSLRLRW |  | LRQTLESFIP |  | QPLINVIKVS |  | ELDGRKMGDA |
| QPEMFDKVLV |  | DAPCSNDRSW |  | LFSSDSQKAS |  | CRISQRRNLP |  | LLQIELLRSA |
| IKALRPGGIL |  | VYSTCTLSKA |  | ENQDVISEIL |  | NSHGNIMPMD |  | IKGIARTCSH |
| DFTFAPTGQE |  | CGLLVIPDKG |  | KAWGPMYVAK |  | LKKSWSTGKW |  |            |

A: Аланін

C: Цистеїн

D: Аспарагінова кислота

E: Глутамінова кислота

F: Фенілаланін

G: Гліцин

H: Гістидин

I: Ізолейцин

K: Лізин

L: Лейцин

M: Метіонін

N: Аспарагін

P: Пролін

Q: Глутамін

R: Аргінін

S: Серин

T: Треонін

V: Валін

W: Триптофан

Кодований геном білок за функціями належить до трансфераз, метилтрансфераз. 
Білок має сайт для зв'язування з РНК, тРНК, S-аденозил-L-метіоніном. 
Локалізований у мітохондрії.